# Eoscyllina kweichowensis
Eoscyllina kweichowensis är en insektsart som beskrevs av Zheng, Z. 1977. Eoscyllina kweichowensis ingår i släktet Eoscyllina och familjen gräshoppor. Inga underarter finns listade i Catalogue of Life.